# Greystone Miami Beach
Greystone Miami Beach, en Miami Beach, Florida, es un hotel de estilo Art déco construido en 1939. También ha sido conocido como el Hotel Greystone o como The Greystone. Fue "diseñado por el renombrado arquitecto Henry Hohauser, a quien el Departamento de Estado de Florida le otorgó el título de "Gran floridano" en 1993 por su importante contribución a la escena arquitectónica Art Deco distintiva presente en toda la región".

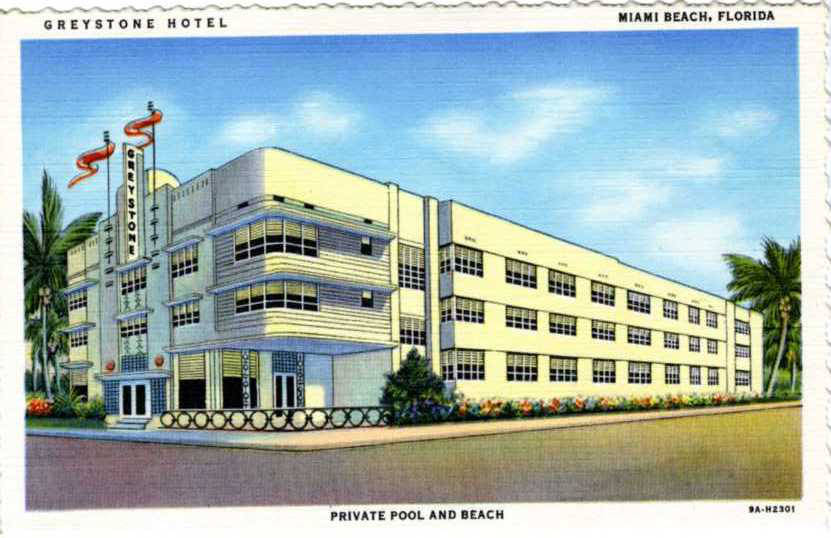
Postal Curt Teich

Está ubicado en el distrito Art Deco de Miami Beach, y fue incluido en el Registro Nacional de Lugares Históricos en 1979 como un edificio contribuyente en el Distrito Arquitectónico de Miami Beach. 
En la nominación de 1979 de ese distrito, Greystone se caracterizó por tener un estilo decorativo moderno.  La nominación señaló que "el Greystone Hotel está en hermosas condiciones. En el lado oeste de Collins Avenue, es más notable, ubicado en la esquina de 19th Street. / La entrada principal presenta un par de ventanas redondas grabadas con escenas tropicales. La fachada casi cuadrada se divide en tercios, con el cuerpo central ornamentado con franjas verticales y antepecho escalonado de tres pisos. Las partes horizontales que flanquean la fachada están decoradas con bandas de "cheque tattersall " entre las ventanas de cinta en las esquinas curvas. Son los detalles de este edificio, las ventanas redondas, las astas de bandera en el parapeto y los cuadrados incisos en el estuco, lo que hace que este edificio sea tan encantador".
Fue miembro de Historic Hotels of America en 2020, pero no figura en la lista de HHA en 2022.
Estaba en renovación en 2019.
En 2022 , Architectural Digest calificó al hotel como una "joya arquitectónica", "uno de los hoteles icónicos del arquitecto Henry Hohauser" y uno de los "ocho edificios icónicos de la ciudad que han sido renovados para mostrar su valor histórico a través de una lente del siglo XXI". Señaló su reapertura como "Hotel Greystone" en septiembre de 2021 y afirmó que Holly Muhl de Bowenholly, quien dirigió el diseño de interiores, dijo: 'Nuestro objetivo era crear algo elegante y cómodo que evoque las capas dinámicas de Miami Beach. El edificio ofrece tantas oportunidades para una audiencia sofisticada dependiendo de su estado de ánimo, y queríamos que cada espacio les diera a los invitados un sentido de lugar acogedor y auténtico”. Su restaurante exclusivo, Sérêvène, sirve platos con ingredientes japoneses y técnicas francesas; su vecino Greystone Jazz Bar presenta un piano bar para cantar a la luz de las velas".
En 2021, los socios propietarios estaban en litigio entre sí; Sin embargo, se desestimó una demanda en enero de 2022.